# Leo Arnštam
Leo Arnštam, rusky Арнштам, Лео Оскарович (2. lednajul./ 15. ledna 1905greg. Jekatěrinoslav – 26. prosince 1969 Moskva), byl sovětský filmový režisér a scenárista. V letech 1936 až 1967 režíroval devět filmů. V roce 1969 byl Arnštam jmenován národním umělcem RSFSR.

## Život a dílo
Narodil se 2. (15) ledna 1905 v Jekatěrinoslavi (nyní Dnipr) v rodině zemského lékaře[, později porodníka a gynekologa Ošera-Borucha Icikoviče Arnštama (rusky Ошера-Боруха Ициковича (Ицковича, Оскара Исааковича) Арнштама). Zpočátku se zajímal o hudbu. Studoval hru na klavír na konzervatoři v Petrohradu, kterou absolvoval v roce 1923, a zahájil kariéru profesionálního pianisty. V letech 1924–1927 pracoval jako hlavní hudební poradce pro divadlo Vsevoloda Mejerholda, než se obrátil ke kinematografii, kde se stal odborníkem na zvukové inženýrství. V letech 1929 až 1931 Arnštam pomáhal s vývojem soundtracku k filmu Zlaté hory Sergeje Jutkeviče, který byl původně koncipován jako němý film; podílel se také na jeho scénáři.
Arnštam byl jedním ze scenáristů filmu Protiplán (1932) Jutkeviče a Fridricha Ermlera. Arnštamovým prvním nezávisle režírovaným filmem byly Přítelkyně (1936), film o událostech v Petrohradu po revoluci v roce 1917. Film se ukázal jako úspěšný. Tři hrdinky filmu vyrostou z chudých sirotků v bolševické bojovnice, které se účastní historických nepokojů a brání Petrohrad před útočící Bílou armádou. Přátelé (1938) ztvárnili komunistu Sergeje Kirova a jeho politický boj na severním Kavkaze. Dramatický film Zoja (1944) o partyzánské mučednici Zoji Kosmoděmjanské získal Arnštamovi v roce 1946 Stalinovu cenu a cenu za nejlepší scénář na filmovém festivalu v Cannes v roce 1946. Hudbu k filmu Zoja, stejně jako k téměř všem Arnštamovým filmům, napsal Dmitrij Šostakovič, jeho bývalý spolužák z konzervatoře. S filmem Velký Glinka (1947) se Arnštam obrátil k zakladateli ruské opery; Film získal svému režisérovi další Stalinovu cenu. Sovětsko-bulharská koprodukce Lekce historie (1957) se zabývala událostmi kolem zapálení německého Říšského sněmu v roce 1933 a následného lipského procesu s bulharským komunistickým vůdcem Georgim Dimitrovem. Pět dní, pět nocí (1960), koprodukce s východním Německem, vypráví o dramatické záchraně uměleckých děl z Drážďanské galerie sovětskými vojáky v roce 1945. Arnštamovým posledním filmem byl životopisný film Sofija Perovská o ženě, která stála za atentátem na cara Alexandra II.